# Maserà di Padova
Maserà di Padova – miejscowość i gmina we Włoszech, w regionie Wenecja Euganejska, w prowincji Padwa.
Według danych na rok 2004 gminę zamieszkiwało 7666 osób, 450,9 os./km².